# 野沢和香
野沢 和香（のざわ わか、1977年2月5日 - ）は、日本のファッションモデル、ヨガインストラクター。神奈川県出身。イデア所属。

## 略歴
20歳からモデルとして活動を開始する。
2007年に全米ヨガアライアンス（ヨガ指導資格）を取得し、ヨガインストラクターとしても活動する。
ファッション雑誌『VERY』のモデルとして17年間活動。2019年9月号で同誌を卒業した。同年11月号から『STORY』のモデルとして活動する。

## 主な出演

### テレビドラマ
- 不機嫌なジーン 第4話（2005年、フジテレビ）
- マイ☆ボス マイ☆ヒーロー 第2話（2006年、日本テレビ）
- 黒い太陽（2006年、テレビ朝日）
- 恋愛診断・制服のイヴ（2007年、テレビ東京)
- エジソンの母（2008年、TBS）

### 映画
- ハッピーフライト （2008年、東宝）

### 情報番組
- 野沢和香のわかヨガ からだメンテナンス（2014年、BSフジ） - インストラクター

### CM
- アサヒビール 本生
- 日本郵政公社 郵便貯金
- 日本メナード化粧品 薬用ビューネ
- KDDI au家族割、ムービーメール
- スズキ ワゴンR
- ナショナル（パナソニック） エアーチャージャー
- カネボウ スキンクリーム
- 日本マクドナルド チキンフィレオ、朝マックしましたね篇
- アデランス（関根勤のマネージャー、色摩茂雄と共演）
- 日本経済新聞
- コーセーコスメポート ヒアロチャージ（2007年）
- プロクター・アンド・ギャンブル・ジャパン　レノアハピネス
- キャドバリー・ジャパン ホールズリラックスハーブ
- ミツカン 金のごまだれカロリーハーフ（八嶋智人と共演）
- 日産・マーチ
- カネボウ化粧品 COFFRET D'OR（2011年12月5日 - ）
- 資生堂 The Collagen（2017年）

### DVD
- 部分痩せヨガ （2013年、リバプール）
- 太らないヨガ・テクニック （2013年、リバプール）
- 野沢和香の はじめようヨガライフ （2014年、リバプール）

## 雑誌
- VERY（光文社）
- STORY（光文社）